# TYPE (CP/M)
TYPE – dyrektywa rezydentna systemu CP/M, zlecająca wyświetlenie na ekranie pojedynczego pliku. Nazwa polecenia jest słowem z języka angielskiego  „type” –  „pisać”.
Dyrektywa ta może mieć następującą postać:
TYPE [X:]nazwa jednoznacznawyświetlenie pliku, z bieżącego katalogu lub (jeżeli podano) z napędu X:
Powyższym poleceniem można wyświetlać zbiory z obszaru bieżącego użytkownika. Wyświetlanie pliku z obszaru innego użytkownika, wymaga przejścia do obszaru tego użytkownika dyrektywą USER. Ponadto należy podkreślić, że polecenie umożliwia wyświetlanie jedynie plików tekstowych (o rozszerzeniach, np.: ASM, PRN, PAS, TXT itd.) i szesnastkowych (o rozszerzeniu HEX). W trakcie wyświetlania pliku na ekranie monitora można zatrzymać wyświetlanie zbioru (a więc szybkie przesuwanie – tzw. przewijanie – tekstu uniemożliwiające czytanie, ze względu na zbyt dużą szybkość), który nie mieści się w całości na ekranie, stosując kombinację klawiszy Ctrl+S.
Ponadto, przed wydaniem tego polecenia, można zastosować kombinację klawiszy Ctrl+P, która aktywuje równoczesne wyprowadzanie zbioru na drukarkę. Umożliwia to uzyskanie wydruku danego pliku. Ponowne zastosowanie kombinacji klawiszy Ctrl+P odwołuje zlecenie równoczesnego wysyłania znaków na drukarkę.